# Edith Roosevelt

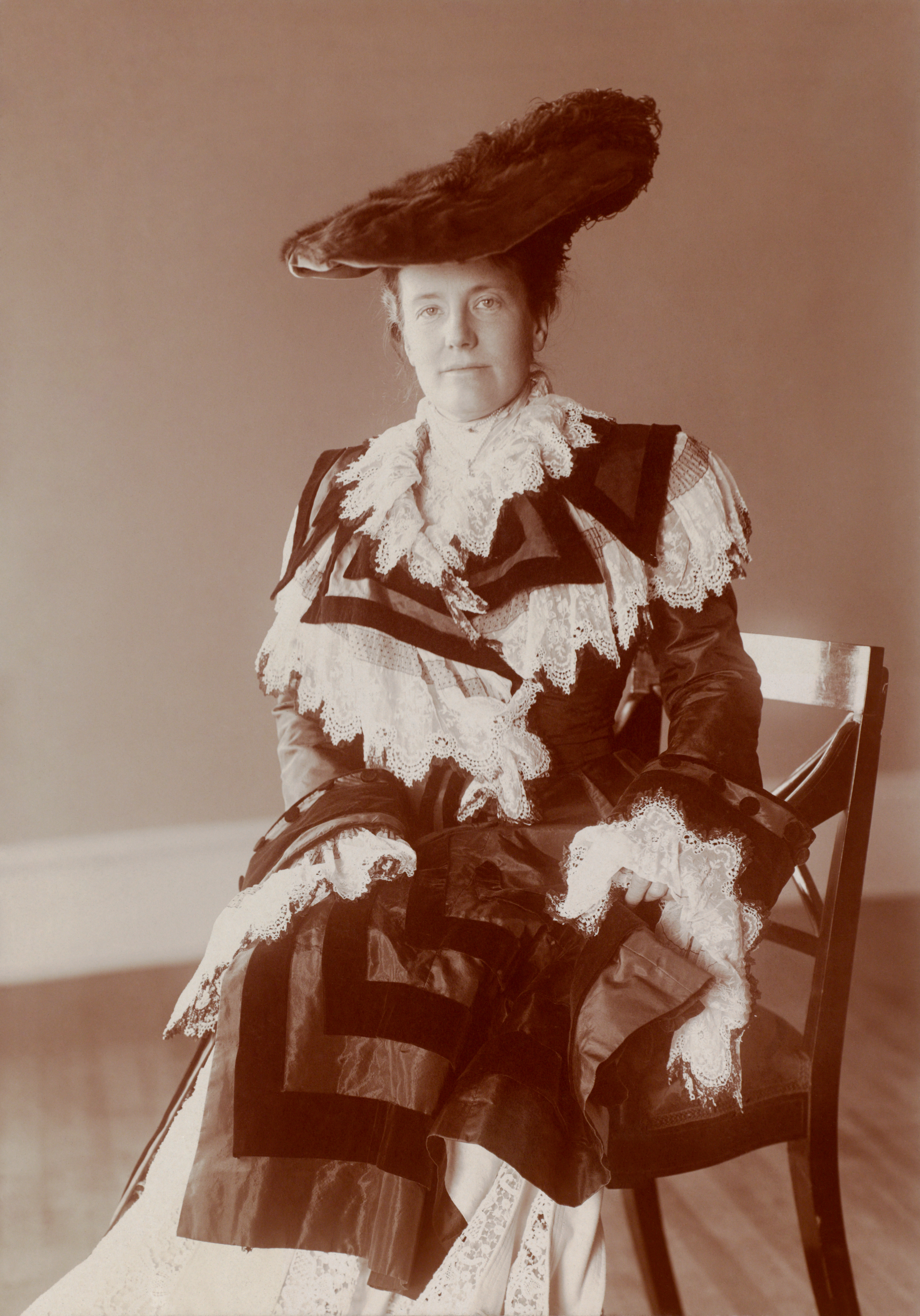
Edith Roosevelt um 1903, Fotografin Frances Benjamin Johnston

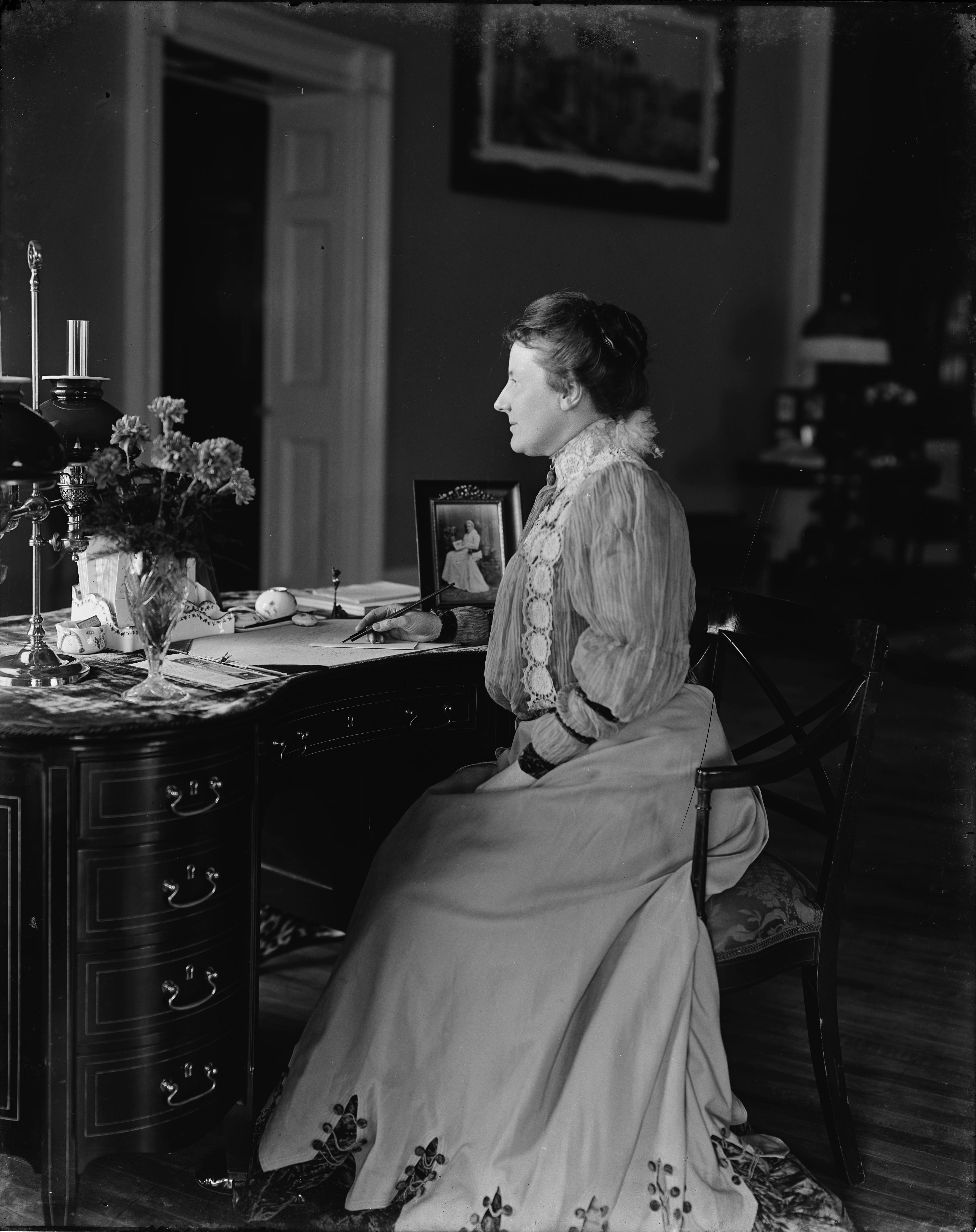
Edith Roosevelt

Edith Roosevelt (* 6. August 1861 in Connecticut als Edith Kermit Carow; † 30. September 1948) war die zweite Ehefrau des US-Präsidenten Theodore Roosevelt. Sie war von 1901 bis 1909 die First Lady der Vereinigten Staaten.

## Leben
Edith Roosevelt wurde als Tochter von Charles und Gertrude Tyler Carow in Connecticut geboren, wuchs aber am Union Square in New York City in einem wohlhabenden und traditionsbewussten Umfeld auf. Ihren späteren Gatten Theodore Roosevelt kannte Edith von Kindheit an. Als kleines Mädchen war sie mit Theodores Schwester Corinne befreundet. Die Roosevelt-Kinder und die Carow-Kinder gingen in den Häusern der jeweils anderen ein und aus.
Später besuchte Edith die Schule für höhere Töchter der Miss Comstock. Es wird berichtet, dass Edith Bücher über alles liebte und trotz Commstockschen Schliffs ein abenteuerliches Leben einem ruhigen vorzog. Im Sommer zog sie oft mit Theodore, mit dem sie eine eher kameradschaftliche Freundschaft verband, an die Oyster Bay in Long Island. Einer ihrer Söhne stellte später fest: „When Mother was a little girl, she must have been a boy!“.

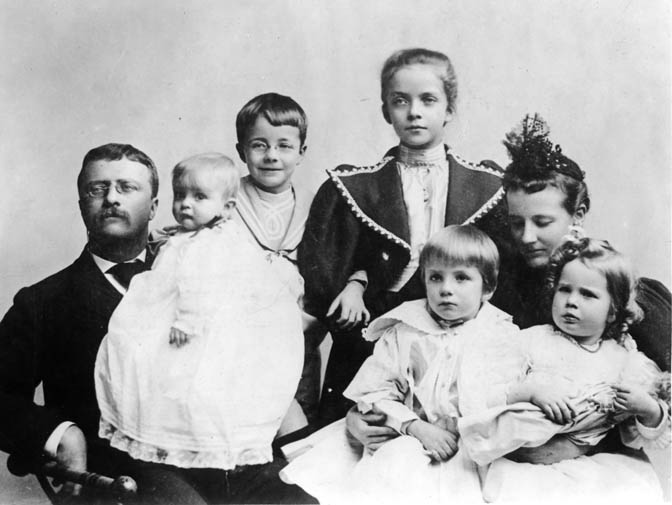
Die Familie Roosevelt im Jahr 1895: Theodore Roosevelt, Archibald, Theodore junior, Alice, Edith Roosevelt mit Kermit und Ethel. (Der jüngste Sohn Quentin ist nicht zu sehen, da er erst 1897 geboren wurde)

Theodore und Edith verloren sich aus den Augen, als Theodore nach Harvard ging. Erst nachdem Theodores erste Frau Alice Hathaway Lee (1861–1884) überraschend verstorben war, kamen sich Edith und Theodore wieder näher. Im Dezember 1886 heirateten sie in London. Zurück in New York ließen sie sich am Sagamore Hill an der Oyster Bay nieder. Der Ehe entstammten fünf Kinder in zehn Jahren:
1. Theodore jr. (1887–1944) ⚭ 1910 Eleanor Butler Alexander (1889–1960)
2. Kermit (1889–1943) ⚭ 1914 Belle Wyatt Willard (1892–1968)
3. Ethel (1891–1977) ⚭ 1913 Richard Derby (1881–1963)
4. Archibald (1894–1979) ⚭ 1917 Grace Stackpole Lockwood (1894–1971)
5. Quentin (1897–1918)

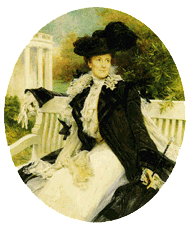
Offizielles Porträt von Edith Roosevelt als First Lady

Schon vor dem Einzug in das Weiße Haus wurde die Privatsphäre der Familie weitestgehend der Öffentlichkeit entzogen. Lediglich die Hochzeit der „Prinzessin“ Alice (1884–1980) mit dem Senator Nicholas Longworth (1869–1931) und Ethels Debüt wurden in größerem Rahmen gefeiert. Später sollte über Edith gesagt werden, sie sei „always the gentle, high-bred hostess; smiling often at what went on about her, yet never critical of the ignorant and tolerant always of the little insincerities of political life“. Theodore jr. schrieb an seinen Vater: „if Mother had been a mere unhealthy Patient Griselda I might have grown set in selfish and inconsiderate ways.“
Sie begleitete ihren Mann auf der ersten Auslandsreise eines amtierenden US-Präsidenten, die am 9. November 1906 nach Panama führte. Dort wollte sich Theodore Roosevelt selbst ein Bild von den Bauarbeiten zum Panamakanal verschaffen. Für die Reise wurde das Schlachtschiff USS Louisiana ausgewählt.
Mit einer Mischung aus Humor und Würde vertrat Edith auch nach der Amtszeit ihres Mannes die Roosevelts. Dabei blieb sie weiterhin ihrer aufwendigen Lektüre treu – „not only cultured but scholarly“, wie ihr Gatte einmal bemerkte. Nach Theodores Tod 1919 ging Edith häufig auf Reisen, kehrte aber immer wieder nach Sagamore Hill zurück. 1932 war sie kurzzeitig in den Präsidentschaftswahlkampf involviert, wo sie sich für die Wiederwahl des republikanischen Amtsinhabers Herbert Hoover aussprach. Dieser verlor jedoch gegen Franklin D. Roosevelt, einen entfernten Cousin ihres verstorbenen Gatten. Später engagierte sie sich auch für die Needlework Guild, eine karitative Einrichtung zur Sammlung vor allem von Kleidung für Arme, und in der „Christ Church at Oyster Bay“. Edith Kermit Roosevelt starb 87-jährig am 30. September 1948.